# 1414
Cette page concerne l'année 1414  du calendrier julien.
L'année 1414 est une année commune qui commence un lundi.

## Événements
- 30 avril : début d'une deuxième campagne de l'empereur de Chine Ming Yongle en Mongolie sur le Haut-Kerulen[1].
- 28 mai : Khizir Khan, gouverneur de Tamerlan à Multân, s’empare de Delhi et fonde la dynastie des Sayyîd (fin en 1451)[2]. Il n’a que peu de pouvoir sur le reste de l’empire.
- 23 juin :
  - le chef des Oïrats Ma-ha-mou est battu par les troupes chinoises sur la Toula. Il doit fuir mais fait subir des pertes considérables à l’armée chinoise. Yongle est de retour à Pékin le 15 août[1].
  - mort de Théodoros d'Éthiopie[3]. Début du règne de Yéshaq, roi d’Éthiopie (fin en 1429)[4].
- Début du règne de Mohammed Iskandar Shah (Megat Iskandar Shah), sultan de Malacca (fin en 1424)[5]. Le prince de Malacca se serait converti à l'Islam et aurait pris le titre de sultan[6].

- En réponse à la visite de l'amiral Zheng He, le sultan de Malindi dans l'actuel Kenya envoie une ambassade en Chine. Il offre une girafe que Zheng He ramène d'Afrique en Chine en 1415[7].

### Europe
- 7 janvier : 
  - Tommaso Mocenigo devient doge de Venise (fin en 1423)[8].
  - Un rassemblement du mouvement des Lollards à St Giles in the Fields (bourg de Camden, Londres) est dispersé par les troupes du roi Henri V d'Angleterre[9]. Les Lollards sont accusés de complot contre le roi et persécutés. Leur chef John Oldcastle parvient à s'enfuir. Après la condamnation de doctrine de John Wyclif à Constance, la répression s'accentue.
- 23 janvier : Jean sans Peur, duc de Bourgogne, quitte Lille pour Paris[10].
- 9 février : Jean sans Peur est devant Paris à la tête de ses troupes[10].
- 10 février : Jean sans Peur est banni par le conseil du roi de France[10].
- 18 mars : le Habsbourg Ernest de Fer est le dernier à recevoir la couronne symbolique selon le rite de Carantanie[11].
- 4 avril[12] : Charles VI de France quitte Paris. Il est rejoint à Senlis par le Dauphin  Louis de Guyenne et les chefs Armagnacs, qui rassemblent leurs troupes et partent en campagne contre les Bourguignons. Ils prennent Compiègne et Noyon (7 mai) et mettent le siège devant Soissons[13].
- 21 mai : sac de Soissons par les troupes du roi de France[10]. Soumission du duc de Nevers[13].
- 23 mai : convention de Leicester. Henri V d'Angleterre conclut une alliance offensive et défensive avec Jean sans Peur, duc de Bourgogne[14].
- 25 juin : traité de paix et d’amitié de l’empereur Sigismond avec le roi de France[15].
- 25 juillet : L'empereur byzantin Manuel II Paléologue quitte Constantinople pour Thasos puis Thessalonique qu'il remet en son pouvoir[16].
- 28 juillet : siège d'Arras[13].
- 6 août : début du règne de Jeanne II (1371-1435), reine de Naples à la mort de son frère Ladislas le Magnanime[17].
- 4 septembre : paix d'Arras entre Armagnacs et Bourguignons[13].
- 22 septembre : Charles VI de France nomme son fils Louis de Guyenne gouverneur général des finances[18]. Le Dauphin entre en conflit avec les Armagnacs.

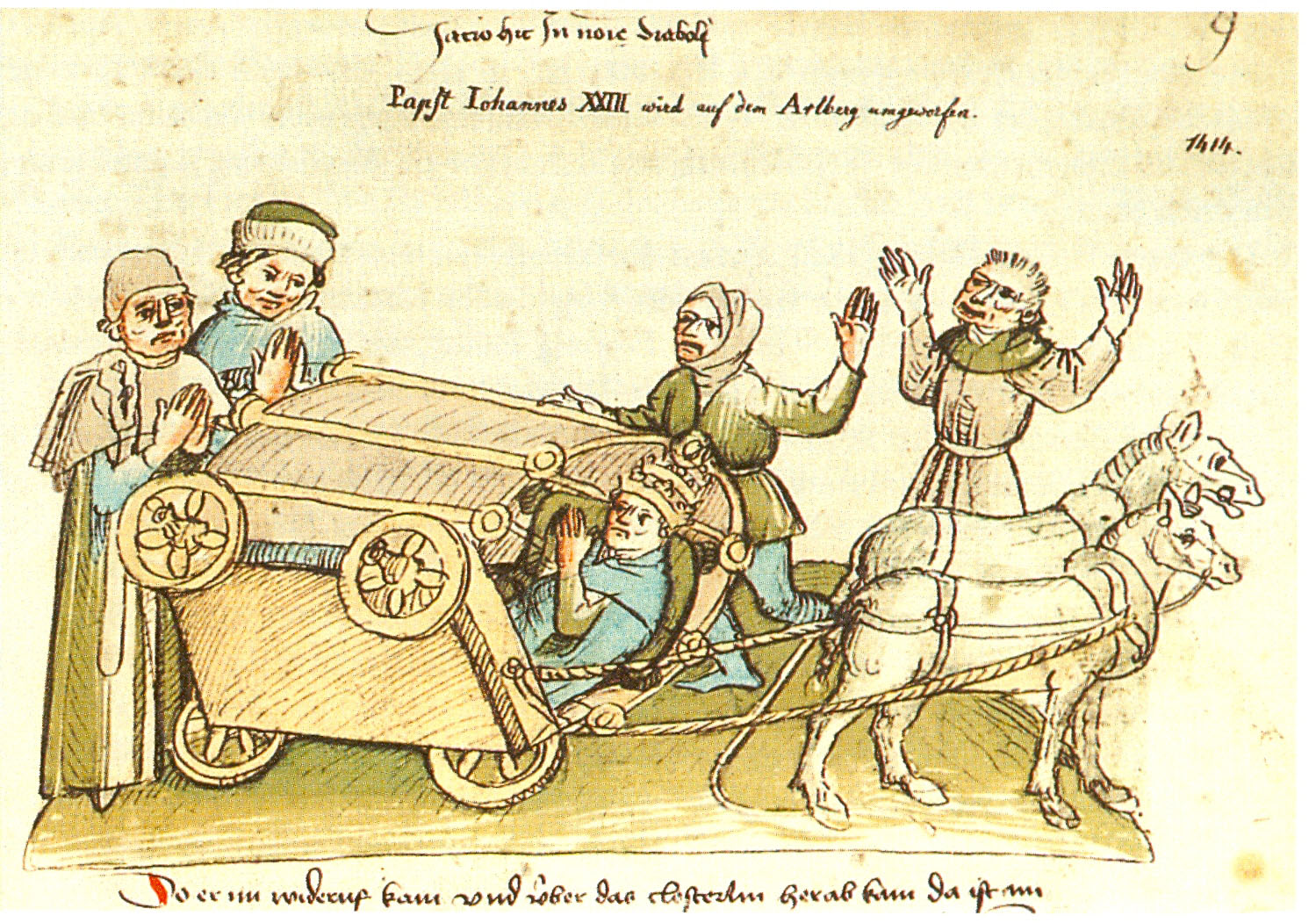
Octobre : Accident du pape de Pise Jean XXIII (antipape) sur l’Arlberg, alors qu'il se rend au concile de Constance.

- 8 novembre : Sigismond est sacré roi des Romains à Aix-la-Chapelle[19]. Son épouse Barbe de Cilley devient reine.

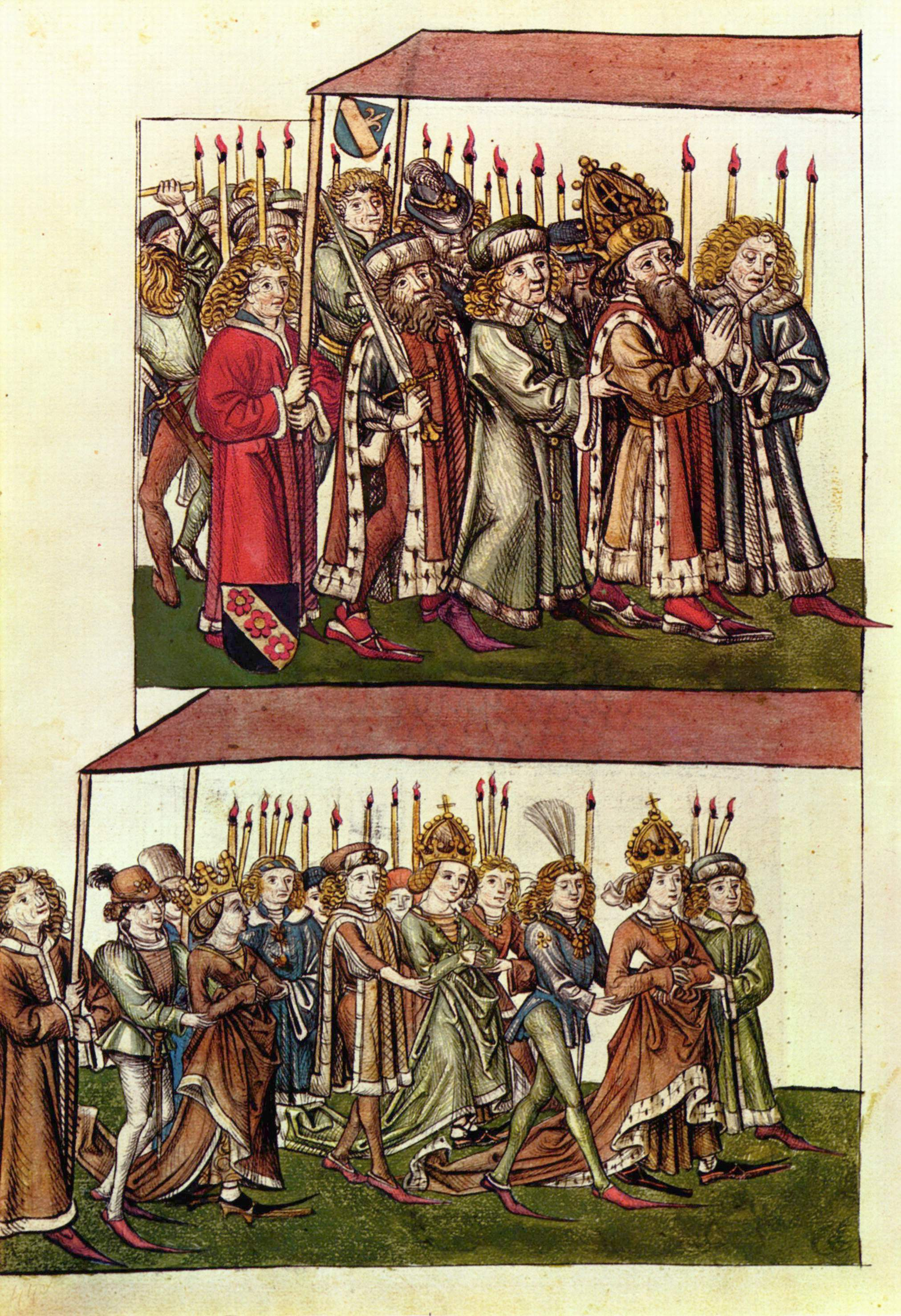
Novembre : Concile de Constance. Sigismond et Barbara de Celje au concile.

- 16 novembre : ouverture du concile de Constance[20], convoqué par l'empereur Sigismond, protecteur de l'antipape Jean XXIII, pour mettre fin au Grand Schisme d'Occident (fin en 1418).
  - Le pape de Pise Jean XXIII, aux prises avec le roi de Naples, doit solliciter l’aide du roi des Romains, le futur empereur Sigismond. Celui-ci lui accorde son appui à condition qu’il convoque un concile pour résoudre le Schisme.
  - Sigismond accorde un sauf-conduit à Jan Hus pour qu’il vienne se défendre devant le concile où les Pères l’avaient convoqué. Hus quitte Prague (11 octobre[21]) et se présente à Constance devant le pape Jean XXIII (3 novembre[20]), et reçoit les lettres impériales de sauvegarde promises par Sigismond (5 novembre[22]). Appelé sous prétexte d’une conférence au palais pontifical, il est arrêté et transporté dans un couvent où on l’enferme (28 novembre[21]).
- 9 décembre[23] : une guerre civile est déclenchée à Gênes par  Batista Montaldo aidé des Spinola contre le doge Georges Adorno (fin le 9 mars 1415).